# オクナ・キルキー

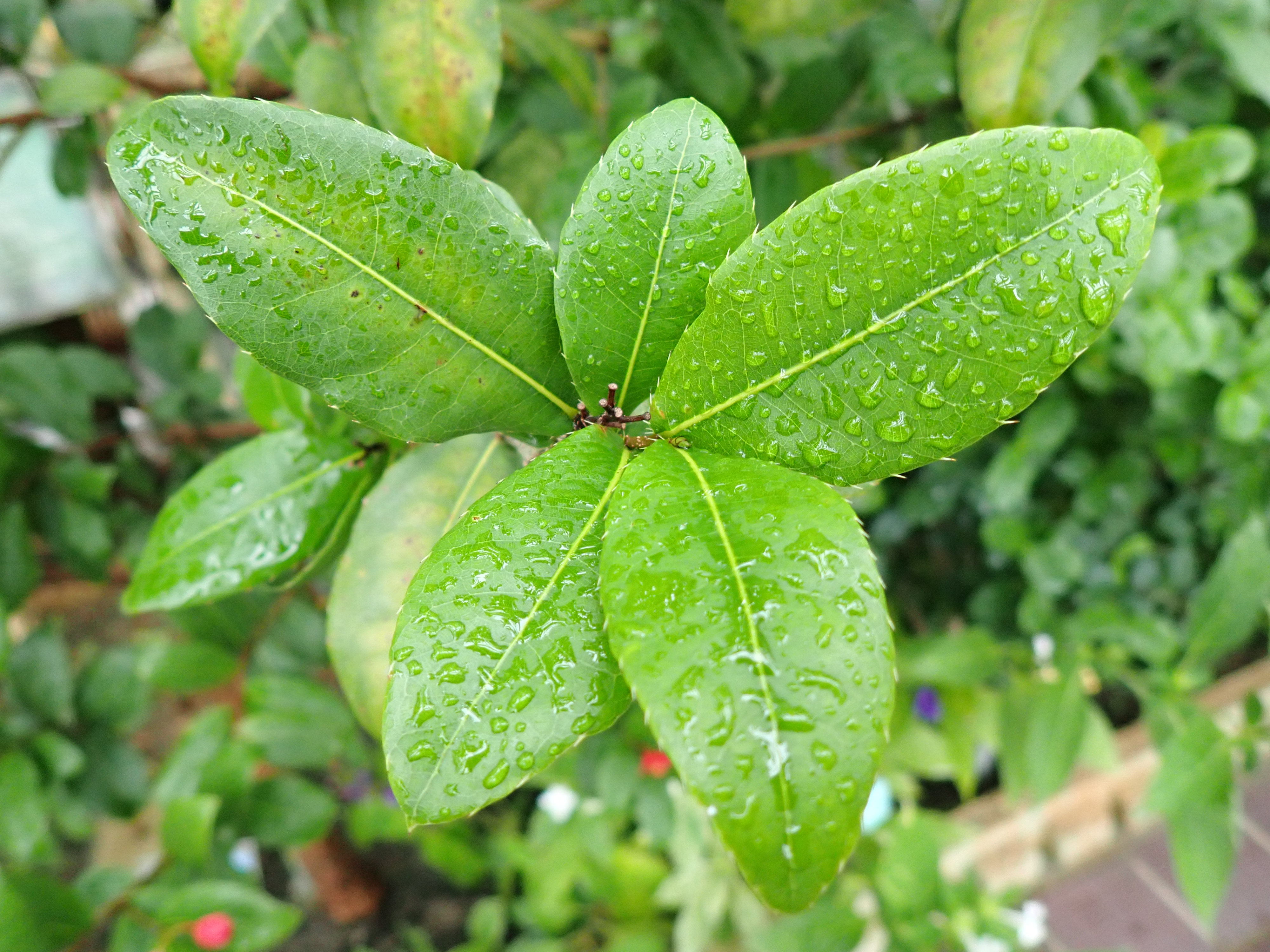
葉（2024年11月 名古屋市 東山動植物園）

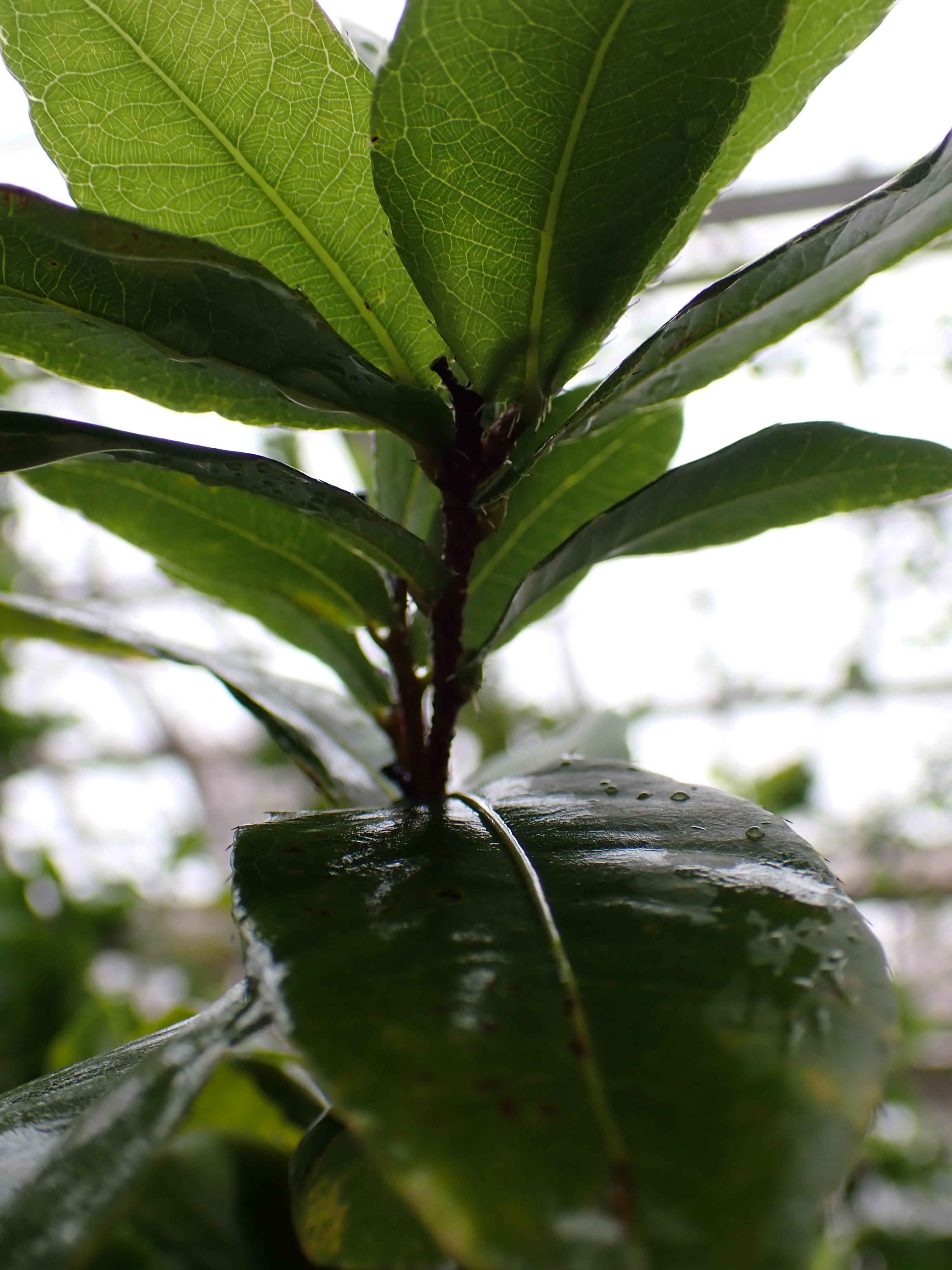
茎と互生する葉（2024年11月 名古屋市 東山動植物園）

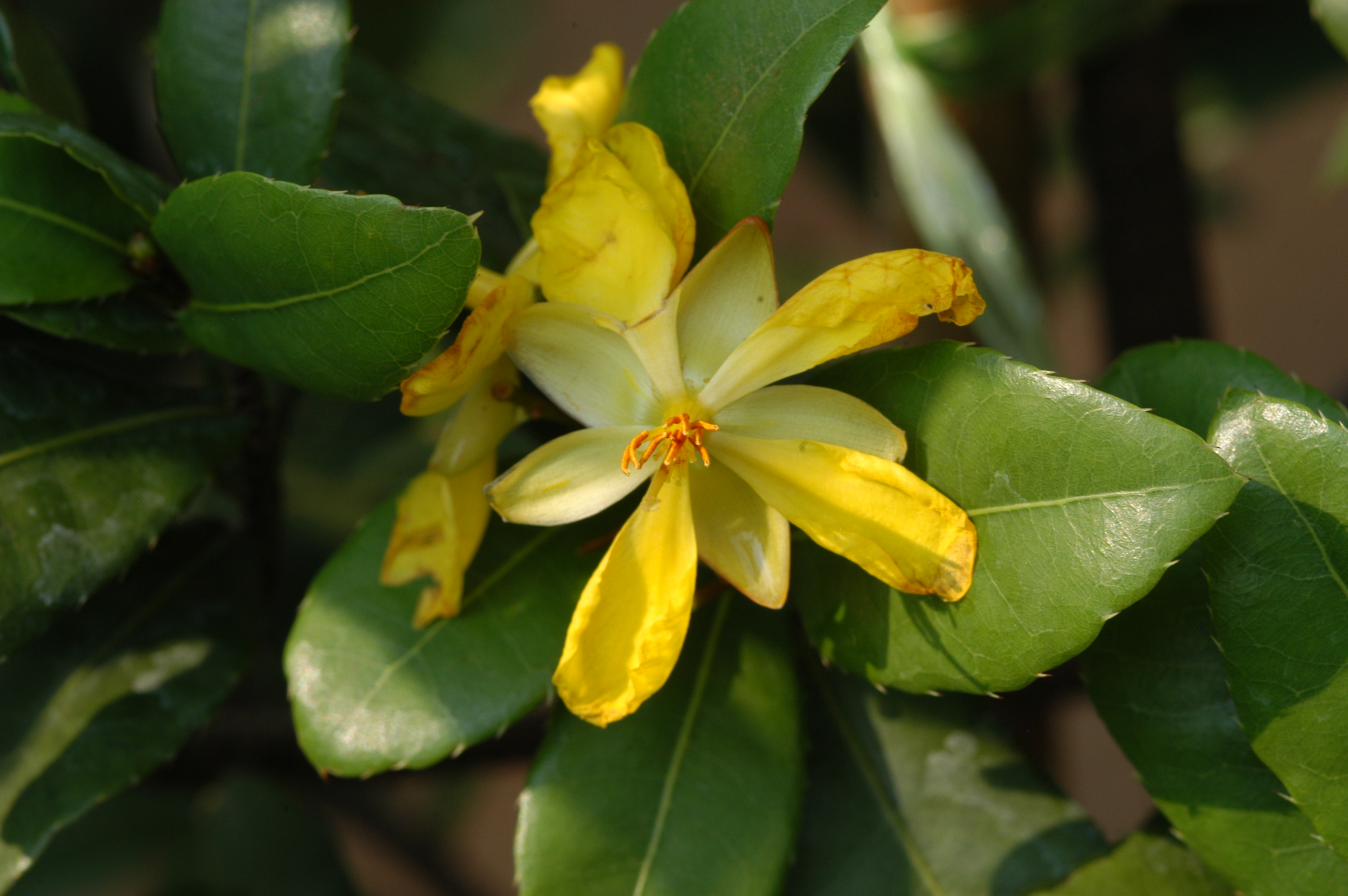
花
（Wikimedia Commonsより）

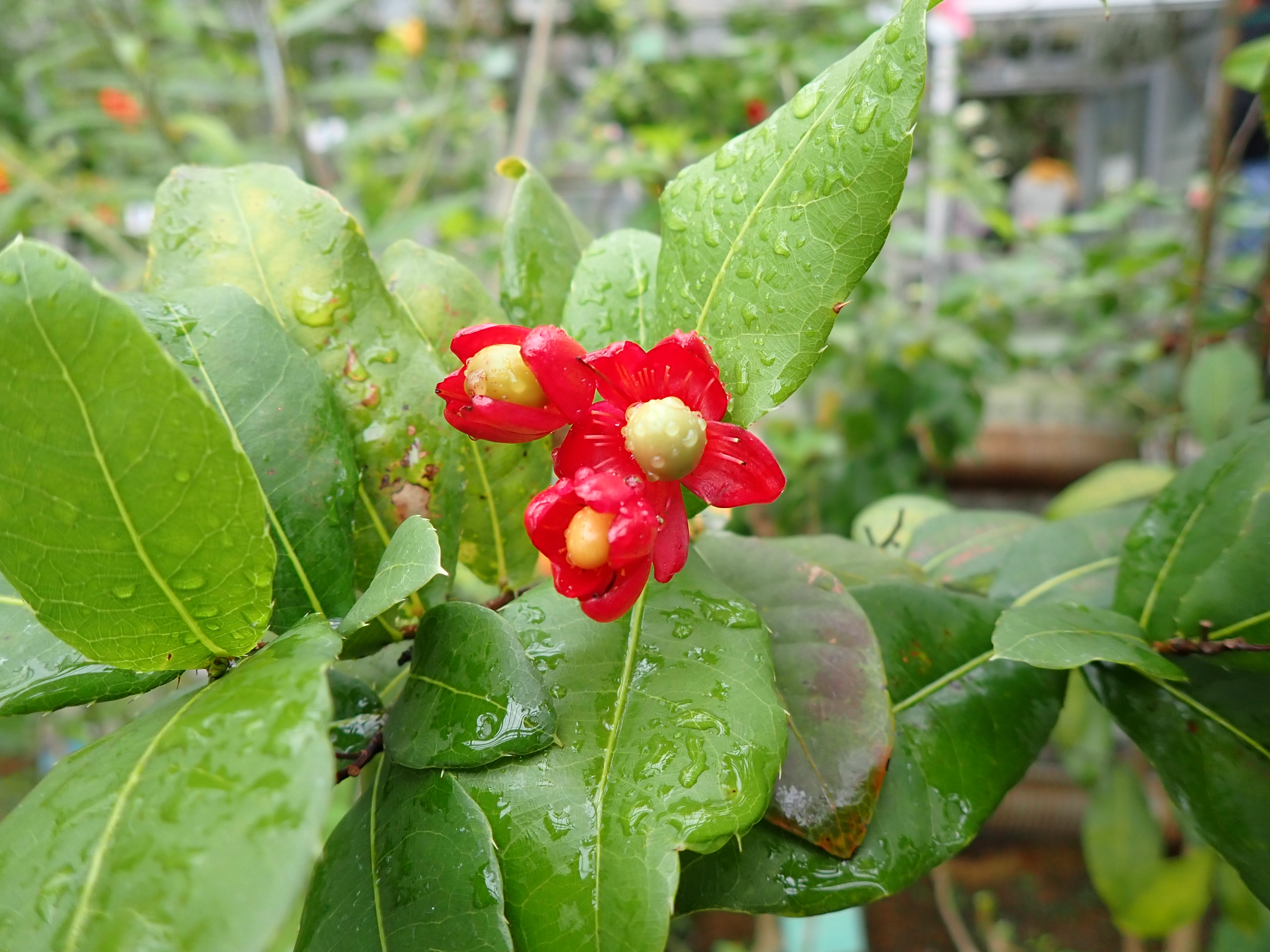
若い果実（2024年11月 名古屋市 東山動植物園）

オクナ・キルキー（別名：キバナオクナまたはオクナ・カーキー、学名：Ochna kirkii）はオクナ科オクナ属の低木。開花後に長く残る赤い萼と花托、黒い果実の様子から、同属のオクナ・セルラタとともにミッキーマウスプラントなどとも称される。

## 特徴
樹高2 mほど。葉は長さ5–7 cm、倒卵形から楕円形、革質で互生し、葉縁には小さな刺状の鋸歯が数mmの間隔をあけて散生する（オクナ・セルラタは葉縁に細鋸歯が密生する点で異なる）。花は黄色で径5 cmほどと大きく、花弁は開花後すぐ落ちるが、萼と花托が緑色から赤色に変わり、径1.5 cmほどの黒色の核果をつける。。

## 分布と生育環境
南アフリカ原産とする文献もあるが、本種は熱帯アフリカ東部のケニア、モザンビーク、タンザニア原産。同属のオクナ・セルラタは南アフリカ原産。

## 利用
オクナ・セルラタと同様に赤い萼と花托、黒い果実を長期間鑑賞できるため、植物園の温室内へ稀に植栽される。本種よりオクナ・セルラタのほうが多くみられる。